# Christiana Fountoulakis
Christiana Fountoulakis (* 22. Februar 1977 in Karlsruhe) ist eine Schweizer Juristin und ordentliche Professorin für Privat- und Zivilrecht an der Rechtswissenschaftlichen Fakultät der Universität Freiburg im Üechtland. Sie ist Mitglied des Forschungsrats des Schweizerischen Nationalfonds zur Förderung der wissenschaftlichen Forschung.

## Leben
Geboren 1977 in Deutschland, machte sie ihre Matura am Gymnasium Münchenstein und studierte zuerst Musik an der Musikakademie und dann Rechtswissenschaft an der Universität Basel. Nach der Promotion war sie von 2004 bis 2009 Max-Geldner-Assistenzprofessorin für Privatrecht an der Universität Basel, wo sie sich 2009 habilitierte.
Fountoulakis ist Mutter eines Sohnes.

## Werk
Die Juristin hat sich bisher mit zwei Forschungsschwerpunkten befasst: zum einen mit dem internationalen Handelsrecht, zum andern mit den rechtlichen Rahmenbedingungen im Zusammenhang mit der Würde des alten Menschen. Sie ist Co-Autorin des Journal of International Commercial Law (IHR) und des European Journal of Law Reform (EJLR).

## Auszeichnungen
Fountoulakis wurde 2010 wurde mit einem Sofja Kovalevskaja-Preis der Alexander von Humboldt-Stiftung für ihre Forschung zum internationalen Handelsrecht ausgezeichnet.
Zudem wurde sie als «eines von 40 Toptalenten unter 40 in der Wissenschaft» vom Capital-Unternehmermagazin bezeichnet.